# Pierwiastki rodzime

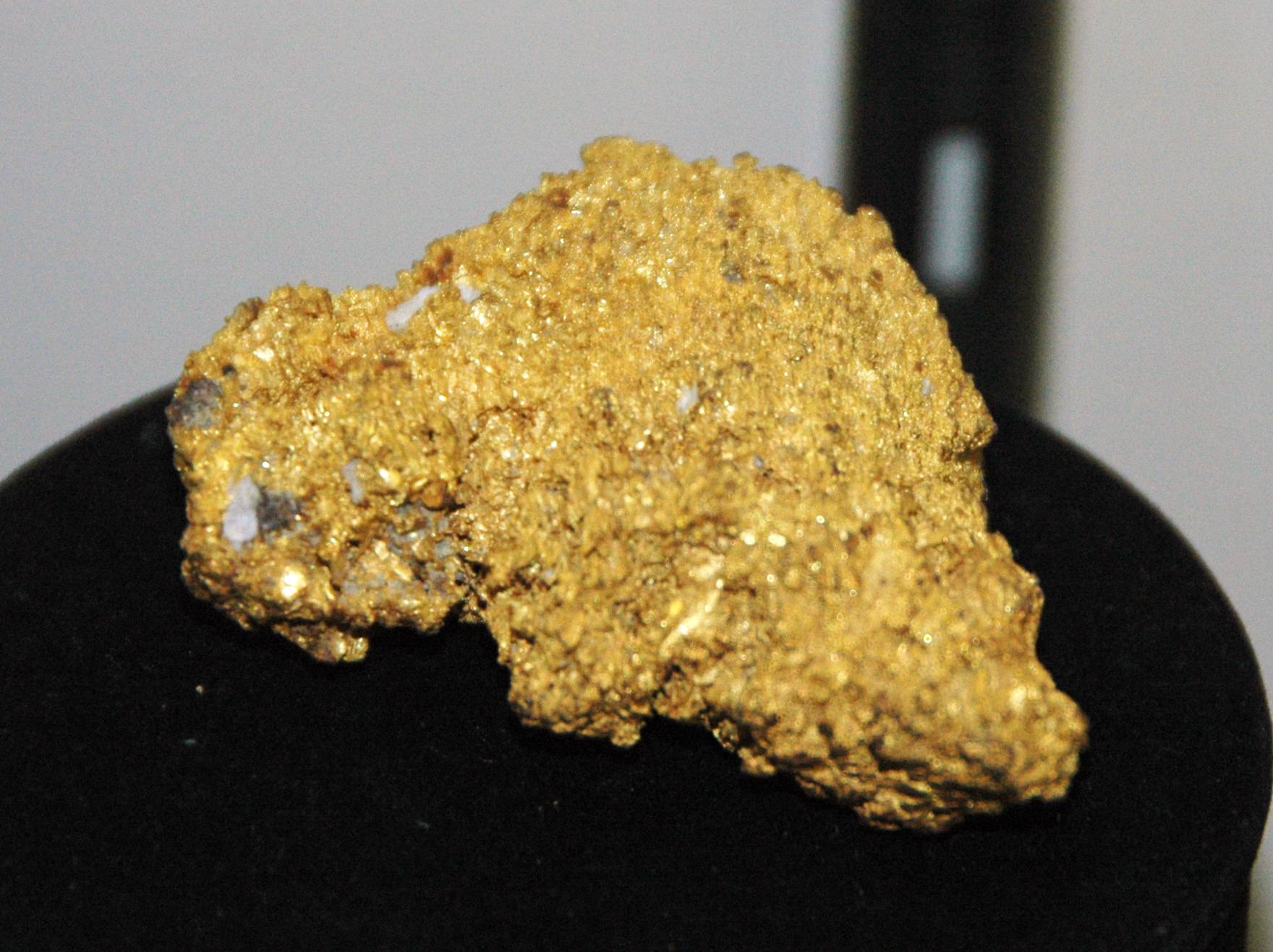
Złoto rodzime

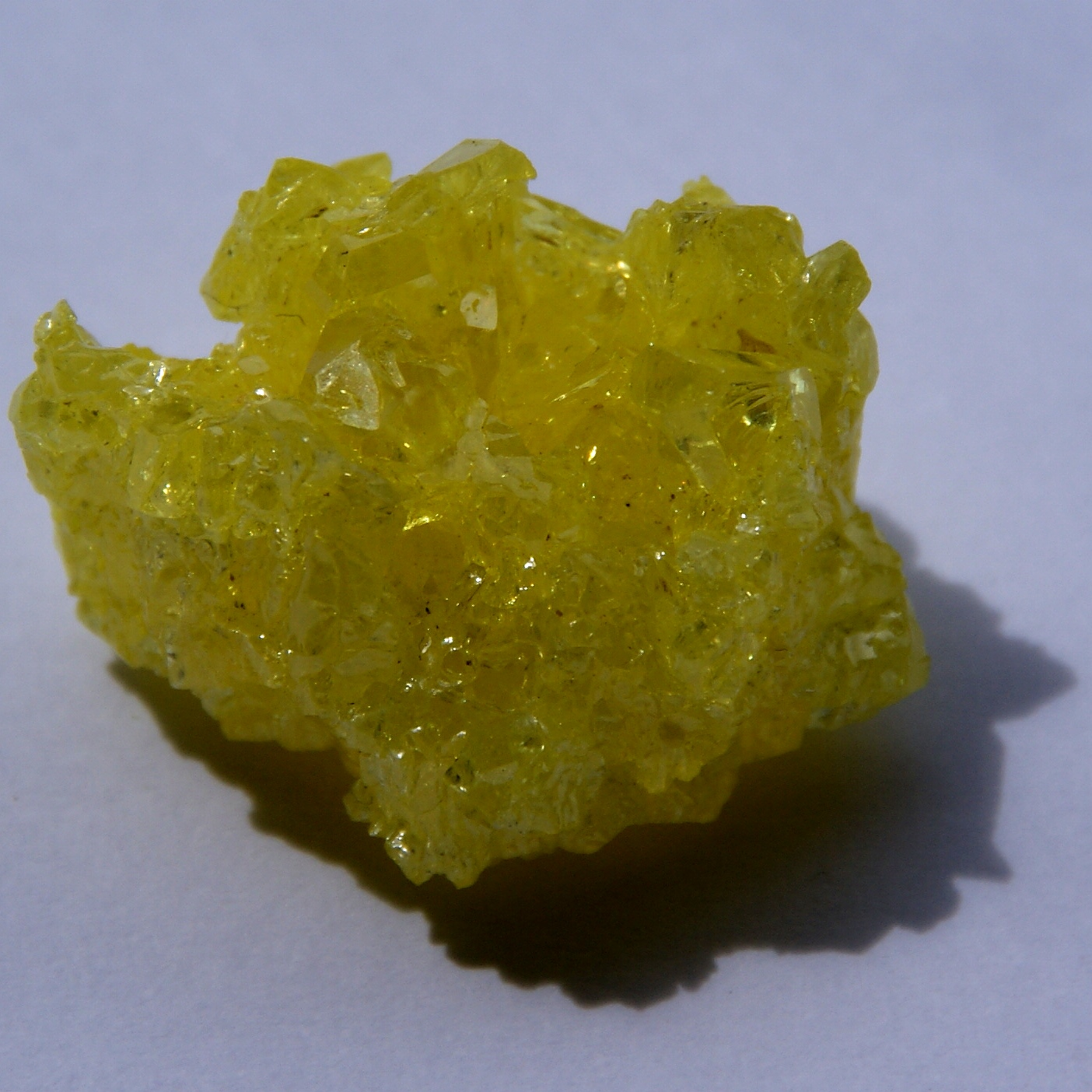
Siarka rodzima

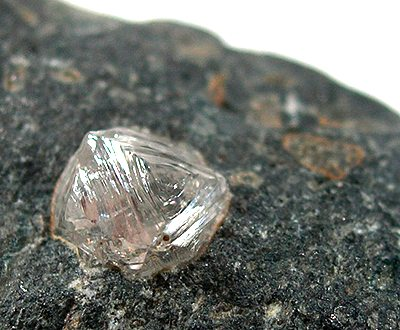
Diament - węgiel rodzimy

Pierwiastki rodzime – występujące w przyrodzie minerały o budowie jednorodnej, składające się z atomów tego samego pierwiastka. Pierwiastki uznaje się za tym szlachetniejsze, im mniejszą wykazują skłonność do tworzenia związków chemicznych (aktywność chemiczną). Im pierwiastek szlachetniejszy, a więc bierniejszy chemicznie, tym większe jest prawdopodobieństwo, że występuje w stanie czystym. Od tej reguły są jednak wyjątki, gdyż węgiel czy siarka, które są stosunkowo reaktywne, również występują w stanie wolnym w skorupie ziemskiej. W postaci rodzimej występuje w przyrodzie tylko 30 pierwiastków. Pierwiastki rodzime mają znikomy udział w składzie skorupy ziemskiej.

## Metale rodzime
Rodzime metale szlachetne zwane są samorodkami, rodzimkami lub nuggetami. Przykłady to miedź rodzima, złoto rodzime, platyna rodzima lub srebro rodzime. Z powodu dużej gęstości koncentrują się w skałach osadowych.

## Niemetale rodzime
Wśród niemetali w postaci rodzimej występują np. siarka rodzima lub węgiel – jako grafit lub diament. Rodzimym  półmetalem jest np. bizmut rodzimy. Nagromadzenia niemetali i półmetali rodzimych powstać mogą np. za sprawą rozkładu pierwotnych rud w czapie żelaznej. Jako produkt wyziewów wulkanicznych w fumarolach odkłada się siarka.